# 多夫古尼
51°43′43″N 30°42′15″E / 51.72861°N 30.70417°E
多夫古尼（烏克蘭語：Довгуни），是烏克蘭北部的村莊，隸屬切爾尼希夫州的切爾尼希夫區。該村始建於1728年，面積0.22平方公里，海拔高度115米，2001年人口67，人口密度每平方公里304.6人。